# Eleccions prefecturals de Tòquio de 1899
Les eleccions prefecturals de Tòquio de 1899 (1899年東京府会議員選挙, 1899-nen Tōkyō-fu kai Giin Senkyo) es van celebrar el 25 de setembre de 1899 per tal d'elegir el 51 membres de l'assemblea legislativa de la prefectura de Tòquio. Aquestes foren les primeres eleccions a la recentment creada assemblea prefectural. La votació es feia mitjançant el sistema de vot únic no transferible i amb sufragi censatari masculí.
Tot i que les candidatures independents foren les que més escons obtingueren, el triomf en vots l'aconseguí el Partit Constitucional (PC) de tendència liberal moderada i format per Shigenobu Ōkuma; el Partit Constitucional Original (PCO), escissió del primer i de tendència liberal radical va quedar en un segon lloc.

## Resultats
| Partit       | Partit                         | Vots   | %     | Escons | +/– |  |
| ------------ | ------------------------------ | ------ | ----- | ------ | --- |  |
|              | Partit Constitucional          | 7.889  | 35,41 | 17     | Nou |  |
|              | Partit Constitucional Original | 5.622  | 25,24 | 12     | Nou |  |
|              | Candidats independents         | 5.923  | 25,59 | 22     | Nou |  |
|              |                                |        |       |        |     |  |
|              | Altres candidatures            | 2.842  | 12,76 | 0      | Nou |  |
| Total        | Total                          | 22.276 | 100   | 51     | Nou |  |
|              |                                |        |       |        |     |  |
| Vots vàlids  | Vots vàlids                    | 22.276 | n/a   |        |     |  |
| Vots nuls    | Vots nuls                      | n/a    | n/a   |        |     |  |
| Participació | Participació                   | n/a    | n/a   |        |     |  |
| Cens         | Cens                           | n/a    |       |        |     |  |
| Font:        |                                |        |       |        |     |  |